# Вича (Косово)
Вича (на албански: Viça; на сръбски: Вича) е село в Косово, разположено в община Щръбце, окръг Феризово. Намира се на 738 метра надморска височина. Населението според преброяването през 2011 г. е 209 души, от тях: 197 (94,25 %) албанци и 12 (5,74 %) сърби.

## Население
Численост на населението според преброяванията през годините:
- 1948 – 371 души
- 1953 – 402 души
- 1961 – 408 души
- 1971 – 393 души
- 1981 – 437 души
- 1991 – 452 души
- 2011 – 209 души